# Hi-Teknology 3
Hi-Teknology 3 è il terzo album del produttore hip hop statunitense Hi-Tek, pubblicato nel 2007.
| Recensione | Giudizio |
| ---------- | -------- |
| AllMusic   | [ 1 ]    |

## Tracce
1. Tek Intro – 1:12
2. Life to Me (featuring Estelle) – 4:37
3. Interlude (featuring Lil' Tone) – 4:37
4. My Piano (featuring Dion, Ghostface Killah & Raekwon) – 4:07
5. God's Plan (featuring Outlawz & Young Buck) – 2:34
6. Ohio All Stars (featuring Chip the Rippa, Cross, Mann & Showtime) – 4:33
7. Back on the Grind (featuring Dion, Kurupt & Riz) – 4:28
8. I'm Back (featuring Rem Dog) – 3:54
9. Kill You (featuring Push Montana) – 3:22
10. Handling My Bizness (featuring Big D, Count, Lep & M-1) – 3:57
11. Come Get It (Tekrumentals) – 3:40
12. Step Ya Game Up (Remix) (featuring Dion & Little Brother) – 3:49
13. Know Me (featuring Jonell) – 5:19
14. Time (featuring Dion & Talib Kweli) – 4:39
15. Outro – 1:09

## Classifiche
| Classifica (2007)         | Posizione massima |
| ------------------------- | ----------------- |
| US Independent Albums     | 49                |
| US Top R&B/Hip-Hop Albums | 60                |